# 李文忠墓
李文忠墓（りぶんちゅうぼ）は、明の時代に活躍した李文忠の墓。
中華人民共和国江蘇省南京市玄武区の紫金山の北西に位置しており、近くには徐達墓がある。朱元璋の陵墓である明孝陵は紫金山の南麓に位置しており、王に封ぜられた李文忠らの墓は明孝陵の周辺に位置している。清の光緒年間には陵墓の神道が修復されている。ユネスコの世界遺産「明・清王朝の皇帝墓群」の構成物件の一つとして登録されている。

## 入場料
- 5元（2004年現在）

## ギャラリー

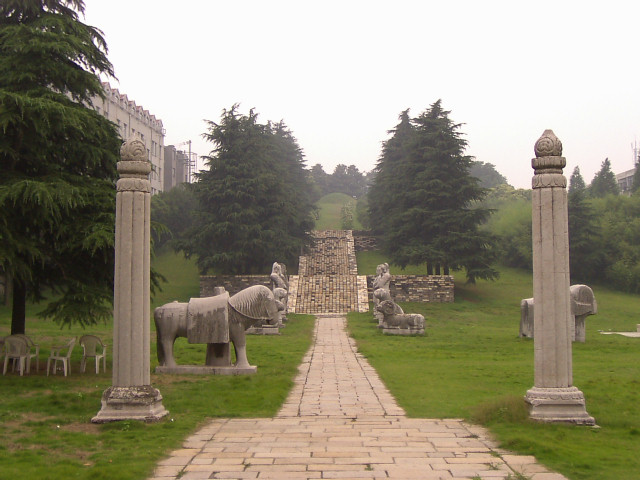
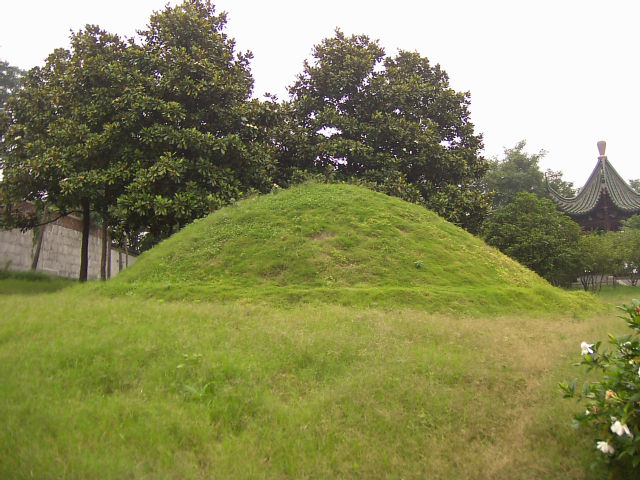

座標: 北緯32度04分52秒 東経118度49分21秒 / 北緯32.08121度 東経118.82239度